# 稲川良夫
稲川 良夫（いながわ よしお、1962年4月13日 - ）は、日本のクイズ王。1987年の第11回アメリカ横断ウルトラクイズ（日本テレビ放送網系）などクイズ番組で5度の優勝を収めた。

## 来歴
岐阜県大垣市生まれ。岐阜県立大垣南高等学校を経て立命館大学法学部卒業。大学在学中の1982年、第6回アメリカ横断ウルトラクイズと、そのスピンオフ番組であるウルトラクイズ史上最大の敗者復活戦に参加するも惨敗。その後、同年12月1日、大学のクラスメート5人と立命館大学クイズソサエティー（RUQS）を結成、初代会長に就く。
大学卒業後凸版印刷に入社、1987年には第11回アメリカ横断ウルトラクイズに参加。途中国内第3次予選の成田空港でのジャンケンで敗北するも、出身地にほど近い愛知県小牧市のパチンコ店「ニューヨーク」で行われた「名古屋縦断ミニトラクイズ」でのパチンコの敗者復活戦にて見事復活を果たす。小牧空港発グアム島行きの機内で行われた400問ペーパークイズでも総合トップの成績を収め国外脱出がなった。以後安定して上位勝ち抜けが続き、優勝を勝ち取ることとなる。
優勝から2年後の1989年、第13回アメリカ横断ウルトラクイズに参加。こちらも見事海外脱出を果たすも、第2チェックポイントのグアムで敗退。さらに翌年の第14回アメリカ横断ウルトラクイズに参加し第一次予選の第2問にて敗退し、その時前回準優勝の永田喜彰と前回3位の秋利美記雄と3人そろって同時に敗れ去る映像が写し出されていた。
現在は凸版印刷を退社し、地元岐阜のイベント会社に勤務。
2024年5月1日放送の『こどもディレクター』（中京テレビ放送制作、日本テレビ系列）内で、街頭インタビューを受けた稲川の次女のヤヨイが出演、実家に帰り稲川に、自分が生まれる前に何故クイズを辞めたのか尋ねるインタビューが放送された。

## エピソード
- RUQS結成後初のテレビ出演として、1983年12月に『クイズMr.ロンリー』に出場、しかし一問目敗退という結果に終わりその責任を取って会長を辞任、1984年2月に会長に復帰するまでRUQSは会長不在となった[8]。なお稲川はその後『クイズMr.ロンリー』に2度出場（1984年2月、1987年2月）し、1987年2月では優勝を果たしている[9]。
- 第11回アメリカ横断ウルトラクイズで優勝を果たし、賞品「夢のリゾート・アイランド」[5]を獲得。しかし賞品地であるカナダ・ノバスコシア州に行ってみると、実際にもらえたのは満潮になると畳1畳分しか顔をのぞかせない岩礁であった[5]。この島は小牧市での敗者復活戦にあやかり「パチンコ島」[5]と名付け、現在も島の固定資産税を支払っている[10]。
- 1986年に開催された第10回アメリカ横断ウルトラクイズでは、岐阜県出身の森田敬和が優勝しており、岐阜県出身者がウルトラクイズで連覇を果たす。また前述の森田に加え第9回優勝者の金子孝雄から3年連続で敗者復活から優勝者が出ることになった。
- 第12回アメリカ横断ウルトラクイズでは瀬間康仁、第13回アメリカ横断ウルトラクイズでは長戸勇人と、立命館大学クイズソサエティー（RUQS）の後輩が連続優勝し、立命館クイズ研究会の会長経験者によって三連覇を記録することになった。[11]

## クイズ番組優勝歴
※前述のアメリカ横断ウルトラクイズを除く。
- THE ビッグ!（1984年1月、朝日放送） - 25000円を獲得[12]
- パネルクイズ アタック25（1984年9月、朝日放送） - 赤枠で18枚を獲得。最後のフィルムクイズで「ジェームズ・ボンド」を答え、パリ旅行を獲得[13]
- クイズMr.ロンリー（1987年2月、毎日放送） - 10万円とグアム旅行を獲得[9]
- あっちこっちマッチ（1988年10月、朝日放送） - 長戸勇人とコンビを組み10万円を獲得[14]